# Phragmacossia brahmana
Phragmacossia brahmana is een geslacht van vlinders van de familie houtboorders (Cossidae). De wetenschappelijke naam werd voor het eerst geldig gepubliceerd in 2009 door Roman Viktorovich Yakovlev.

## Type
- holotype: "male, 8.IV.1997. leg. Schintlmeister & Siniaev, genitalia slide MWM no. 9093"
- instituut: MWM, München, Duitsland
- typelocatie: "India, Tamil Nadu, Kalkad, Manimtar, 8°19'N, 77°26'E, 1300 m"